# ТКА-12
ТКА-12 — советский торпедный катер типа «Д-3», служивший на Северном флоте в годы Великой Отечественной войны.

## История службы
ТКА-12 был построен на заводе НКВД № 5 в Ленинграде в 1939—1941 годах в числе первой партии катеров своего проекта. 1 августа 1941 года вместе с четырьмя другими кораблями он был по железной дороге доставлен в Мурманск, где под командованием младшего лейтенанта А. О. Шабалина вошёл в 1-й отдельный дивизион торпедных катеров охраны водного района Главной базы Северного флота. На первое боевое дежурство катер вышел 11 сентября 1941 года и в тот же день при атаке на конвой торпедами потопил переоборудованный из траулера конвойный корабль (иногда указывается как эсминец).
Через три недели в Варангер-фьорде ТКА-12 потопил крупный немецкий транспорт. Экипаж катера стал первым полностью орденоносным экипажем на Северном флоте.
22 декабря 1943 года при атаке конвоя в Варангер-фьорде катер получил серьёзные повреждения, однако раненый в обе ноги командир, лейтенант Г. М. Паламарчук, успешно привёл ТКА-12 на базу.
К февралю 1944 года на счету ТКА-12 числилось 7 побед. Последняя победа катера состоялась 15 июля 1944 года близ Бек-фьорда ТКА-12 под командованием старшего лейтенанта Л. Г. Чепелкина потопил вражеский многотоннажный корабль с короткой дистанции.
Учитывая большие заслуги легендарного катера в срыве воинских перевозок противника на прифронтовых коммуникациях в Заполярье, решением начальника Главного морского штаба от 14 июня 1945 года «ТК-12» был передан музею Северного флота для установки в качестве экспоната, а 31 июля 1983 года «ТКА-12» установлен на площади Мужества в Североморске в составе Мемориала морякам торпедных катеров.

## Командиры корабля
В разные годы катером ТКА-12 командовали:
- лейтенант Б. Ф. Химченко
- лейтенант А. О. Шабалин
- старший лейтенант С. Ф. Чекрыгин
- лейтенант Г. М. Паламарчук
- лейтенант Л. П. Чепелкин
- капитан-лейтенант Г. В. Шуляковский